# Kerwin Roach
Kerwin LaTroy Roach II  (Houston, Texas, 24 de octubre de 1996) es un baloncestista estadounidense que pertenece a la plantilla del Al-Nasr Benghazi de la Lebanese Basketball League. Con 1,93 metros de estatura, juega en la posición de Escolta.

## Trayectoria deportiva

### Universidad
Jugó cuatro temporadas con los Longhorns de la Universidad de Texas, en las que promedió 11,0 puntos, 3,7 rebotes, 2,9 asistencias y 1,3 robos de balón por partido. En 2016, en su primera temporada, fue incluido en el mejor quinteto rookie de la Big 12 Conference.
En 2019 se proclamó junto a su equipo campeón del National Invitation Tournament derrotando a Lipscomb en la final, siendo elegido mejor jugador del torneo.

#### Estadísticas
| Año     | Equipo | PJ  | PT | MPP  | %TC  | %3P  | %TL  | RPP | APP | ROB | TPP | PPP  |
| ------- | ------ | --- | -- | ---- | ---- | ---- | ---- | --- | --- | --- | --- | ---- |
| 2015–16 | Texas  | 33  | 0  | 18.0 | .453 | .328 | .629 | 2.9 | 1.2 | .9  | .3  | 7.5  |
| 2016–17 | Texas  | 32  | 31 | 30.0 | .398 | .284 | .630 | 3.9 | 3.7 | 1.6 | .2  | 9.9  |
| 2017–18 | Texas  | 32  | 31 | 33.4 | .438 | .364 | .651 | 3.7 | 3.6 | 1.5 | .3  | 12.3 |
| 2018–19 | Texas  | 31  | 24 | 29.2 | .439 | .355 | .688 | 4.3 | 3.2 | 1.2 | .3  | 14.6 |
| Total   | Total  | 128 | 86 | 27.6 | .431 | .341 | .649 | 3.7 | 2.9 | 1.3 | .3  | 11.0 |

### Profesional
Tras no ser elegido en el Draft de la NBA de 2019, el 26 de octubre fue elegido en la vigésimo segunda posición del Draft de la NBA G League por los Rio Grande Valley Vipers. En su primera temporada, y hasta el parón por el coronavirus, promedió 6,8 puntos y 2,7 rebotes por partido saliendo desde el banquillo.
En enero de 2021, firma por el  Wellington Saints de Nueva Zelanda.
El 26 de agosto de 2021, firma por el Ironi Nes Ziona B.C. de la Ligat ha'Al israelí, pero no llegó a deburtar con el equipo.